# La signorina divorziata
La signorina divorziata (Why Announce Your Marriage?) è un film muto del 1922 diretto da Alan Crosland. Il regista firmò anche il soggetto e la sceneggiatura insieme a Lewis Allen Browne. Presentato da Lewis J. Selznick, il film aveva come interpreti Elaine Hammerstein, Niles Welch, Frank Currier.

## Trama

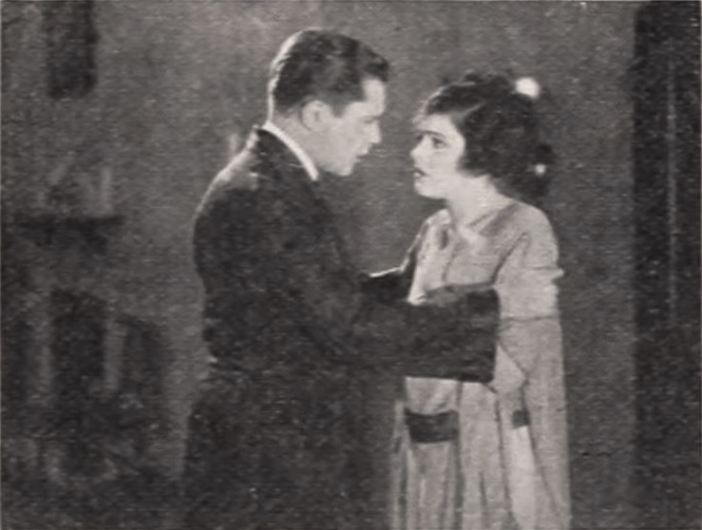
Niles Welch ed Elaine Hammerstein

Arline Mayfair è un'illustratrice di successo. Temendo di potere compromettere la propria carriera, la donna è restia al matrimonio. Mentre insieme al proprio innamorato, Jimmy Winthrop, sta aiutando una coppia a fuggire insieme, riconsidera la sua decisione. Tornando sui suoi passi, accetta la proposta di Jimmy, ma a patto che il loro matrimonio resti segreto. Così, quando nello studio di Arline vengono trovati degli indumenti maschili, i visitatori cominciano a pensare a qualche relazione illecita e monta un piccolo scandalo. Gli amici di Jimmy vanno da lui per avvertirlo della cosa, solo per trovare nella sua camera da letto della biancheria femminile incriminante. Arline parte per la campagna, seguita da Jimmy che si reca nel suo cottage. Intanto, dall'hotel vicino sta scappando un ladro, inseguito da un ubriaco, cliente dell'albergo, che si lascia alle spalle una teoria di altri inseguitori. Quando il malvivente si infila nella casa di Arline, sulle tracce del ladro si è ormai formata una folla che piomba nella camera da letto della donna: lì, tutti vedono lei e Jimmy insieme in déshabillé. L'imbarazzo è tangibile, ma la situazione viene chiarita dall'intervento dell'ubriaco che scopre in casa la licenza di matrimonio, cosa che mette a tacere ogni pettegolezzo.

## Produzione
Il film, prodotto dalla Selznick Pictures Corporation, fu girato con il titolo di lavorazione The Deceivers.

## Distribuzione
Il copyright, richiesto dalla Selznick Pictures, fu registrato il 15 gennaio 1922 con il numero LP17510.

Distribuito dalla Select Pictures Corporation e presentato da Lewis J. Selznick, il film uscì nelle sale cinematografiche statunitensi il 20 gennaio 1922.

In Italia, fu distribuito dalla Selznick nel 1924 con il visto di censura numero 19314.
Copia completa della pellicola si trova conservata negli archivi del BFI/National Film And Television Archive di Londra.